# Delany (Oberlausitz)

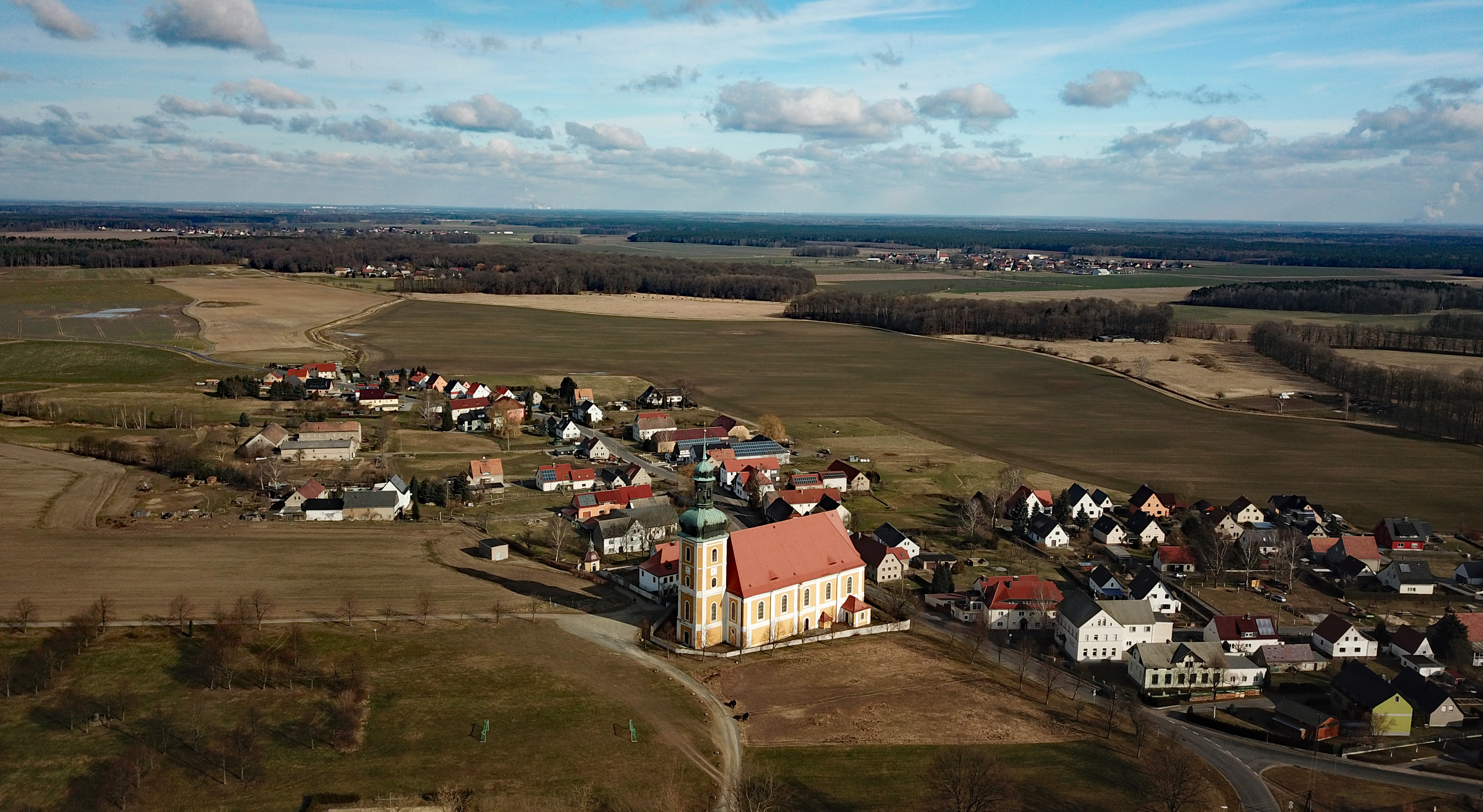
Luftbild von Rosenthal mit Wallfahrtskirche (Blickrichtung Nordosten), rechts im Hintergrund Ralbitz

Delany (sorbisch für „Niederland“) ist die gebräuchliche Bezeichnung für den niedriger gelegenen, größeren Teil der ehemaligen Klosterpflege von St. Marienstern in Panschwitz-Kuckau. Das Gebiet befindet sich im Zentrum des Landkreises Bautzen entlang des Klosterwassers in der Oberlausitz. Naturräumlich gehört es zum Oberlausitzer Heide- und Teichgebiet. Es erstreckt sich zwischen den Orten Räckelwitz (Worklecy) im Süden und Wittichenau (Kulow) im Norden und zählt zum heutigen sorbischen Kernsprachgebiet.
Im Gegensatz zum Oberland um Crostwitz und Panschwitz hat das Niederland sandigere, weniger ertragreiche Böden und einen größeren Anteil an Waldflächen.
Weitere Orte im Niederland sind Ralbitz, Rosenthal, Schönau und Sollschwitz. Alle genannten Orte unterlagen zwischen dem 16. und 19. Jahrhundert über lange Zeit der Grundherrschaft des Klosters Marienstern und sind daher noch heute katholisch geprägt. 2022 lag der Anteil der katholischen Bevölkerung in der Gemeinde Ralbitz-Rosenthal bei 88,9 % (evangelisch 2,0 %) und im gesamten Verwaltungsverband Am Klosterwasser bei 83,5 % (evangelisch 4,5 %). In der Stadt Wittichenau, zu der auch Sollschwitz gehört, waren es immerhin noch 54,7 % (evangelisch 7,7 %).